# Lista planetelor minore: 89001–90000
| Nume                                            | Denumire provizorie                             | Data descoperirii                               | Locul descoperirii                              | Descoperitor(i)                                 |                                                 |                                                 |                                                 |                                                 |                                                 |                                                 |                                                 |                                                 |                                                 |                                                 |                                                 |                                                 |                                                 |                                                 |                                                 |                                                 |                                                 |                                                 |                                                 |                                                 |                                                 |                                                 |                                                 |                                                 |                                                 |                                                 |                                                 |                                                 |                                                 |                                                 |                                                 |                                                 |                                                 |                                                 |                                                 |                                                 |                                                 |                                                 |                                                 |                                                 |                                                 |                                                 |                                                 |                                                 |                                                 |
| 89001–89100 Lista planetelor minore/89001–89100 | 89001–89100 Lista planetelor minore/89001–89100 | 89001–89100 Lista planetelor minore/89001–89100 | 89001–89100 Lista planetelor minore/89001–89100 | 89001–89100 Lista planetelor minore/89001–89100 | 89101–89200 Lista planetelor minore/89101–89200 | 89101–89200 Lista planetelor minore/89101–89200 | 89101–89200 Lista planetelor minore/89101–89200 | 89101–89200 Lista planetelor minore/89101–89200 | 89101–89200 Lista planetelor minore/89101–89200 | 89201–89300 Lista planetelor minore/89201–89300 | 89201–89300 Lista planetelor minore/89201–89300 | 89201–89300 Lista planetelor minore/89201–89300 | 89201–89300 Lista planetelor minore/89201–89300 | 89201–89300 Lista planetelor minore/89201–89300 | 89301–89400 Lista planetelor minore/89301–89400 | 89301–89400 Lista planetelor minore/89301–89400 | 89301–89400 Lista planetelor minore/89301–89400 | 89301–89400 Lista planetelor minore/89301–89400 | 89301–89400 Lista planetelor minore/89301–89400 | 89401–89500 Lista planetelor minore/89401–89500 | 89401–89500 Lista planetelor minore/89401–89500 | 89401–89500 Lista planetelor minore/89401–89500 | 89401–89500 Lista planetelor minore/89401–89500 | 89401–89500 Lista planetelor minore/89401–89500 | 89501–89600 Lista planetelor minore/89501–89600 | 89501–89600 Lista planetelor minore/89501–89600 | 89501–89600 Lista planetelor minore/89501–89600 | 89501–89600 Lista planetelor minore/89501–89600 | 89501–89600 Lista planetelor minore/89501–89600 | 89601–89700 Lista planetelor minore/89601–89700 | 89601–89700 Lista planetelor minore/89601–89700 | 89601–89700 Lista planetelor minore/89601–89700 | 89601–89700 Lista planetelor minore/89601–89700 | 89601–89700 Lista planetelor minore/89601–89700 | 89701–89800 Lista planetelor minore/89701–89800 | 89701–89800 Lista planetelor minore/89701–89800 | 89701–89800 Lista planetelor minore/89701–89800 | 89701–89800 Lista planetelor minore/89701–89800 | 89701–89800 Lista planetelor minore/89701–89800 | 89801–89900 Lista planetelor minore/89801–89900 | 89801–89900 Lista planetelor minore/89801–89900 | 89801–89900 Lista planetelor minore/89801–89900 | 89801–89900 Lista planetelor minore/89801–89900 | 89801–89900 Lista planetelor minore/89801–89900 | 89901–90000 Lista planetelor minore/89901–90000 | 89901–90000 Lista planetelor minore/89901–90000 | 89901–90000 Lista planetelor minore/89901–90000 | 89901–90000 Lista planetelor minore/89901–90000 | 89901–90000 Lista planetelor minore/89901–90000 |
| ----------------------------------------------- | ----------------------------------------------- | ----------------------------------------------- | ----------------------------------------------- | ----------------------------------------------- | ----------------------------------------------- | ----------------------------------------------- | ----------------------------------------------- | ----------------------------------------------- | ----------------------------------------------- | ----------------------------------------------- | ----------------------------------------------- | ----------------------------------------------- | ----------------------------------------------- | ----------------------------------------------- | ----------------------------------------------- | ----------------------------------------------- | ----------------------------------------------- | ----------------------------------------------- | ----------------------------------------------- | ----------------------------------------------- | ----------------------------------------------- | ----------------------------------------------- | ----------------------------------------------- | ----------------------------------------------- | ----------------------------------------------- | ----------------------------------------------- | ----------------------------------------------- | ----------------------------------------------- | ----------------------------------------------- | ----------------------------------------------- | ----------------------------------------------- | ----------------------------------------------- | ----------------------------------------------- | ----------------------------------------------- | ----------------------------------------------- | ----------------------------------------------- | ----------------------------------------------- | ----------------------------------------------- | ----------------------------------------------- | ----------------------------------------------- | ----------------------------------------------- | ----------------------------------------------- | ----------------------------------------------- | ----------------------------------------------- | ----------------------------------------------- | ----------------------------------------------- | ----------------------------------------------- | ----------------------------------------------- | ----------------------------------------------- |

| Predecesor: 88001–89000 | Lista planetelor minore 89001–90000 Semnificații ale numelor: 89001–90000 | Succesor: 90001–91000 |